# Неразик, Елена Евдокимовна
Елена Евдокимовна Неразик (род. 17 ноября 1927; Витебск, Белорусская ССР, СССР) — советский российский археолог и историк-востоковед, доктор исторических наук, научный сотрудник Института этнологии и антропологии АН СССР.

## Биография
Елена Евдокимовна Неразик родилась в 1927 году в Витебске, в Белоруссии. В 1945 году поступила на исторический факультет Московского государственного университета им. М. В. Ломоносова. После окончания университета в 1950 году поступила в аспирантуру. В 1954 году была защищена кандидатская диссертация на тему «Афригидские памятники Древнего Хорезма». С 1954 года — научный сотрудник Института этнографии им. Н. Н. Миклухо-Маклая АН СССР (ныне — Институт этнологии и антропологии имени Н. Н. Миклухо-Маклая РАН). С 1969 года — старший научный сотрудник. С 50-х годов работала под руководством С. П. Толстова как специалист по поселениям раннего Средневековья в составе Хорезмской археолого-этнографической экспедиции, исследовавшей средневековые памятники (городские и сельские поселения) Южного Приаралья.
В 1978 году защитила докторскую диссертацию по монографии «Сельское жилище в Хорезме (I—XIV вв.): Из истории жилища и семьи» (1976).
В 1990 году награждена медалью ЮНЕСКО.

## Научная деятельность
Основным объектом исследования Е. Е. Неразик как археолога и историка является раннесредневековый Хорезм, его археологические памятники, их реконструкция, изучение экономического и социально-политического уклада хорезмского общества в IV—VIII вв. н. э.
Этой проблематике посвящена кандидатская диссертация и монография, в которой отражены основные положения диссертации «Сельские поселения афригидского Хорезма» (1966). Эти исследования посвящены эпохе в истории Хорезма, носящей название по правящей династии Афригидов. В этот период старые античные города уже приходили в упадок, а новые городские поселения только начинали формироваться рядом с замками новой аристократии. В работах Е. Е. Неразик рассматриваются проблемы переходного периода — от античности к средневековью и феодализму на примере поселений в Беркут-калинском оазисе, жилище и культовые постройки VII—VIII веков н. э., вопросы экономической и социальной жизни оазиса, культурные и этнические связи афригидского Хорезма.
В монографии «Сельское жилище в Хорезме (I—XIV вв.): Из истории жилища и семьи» (1976), легшей в основу докторской диссертации, изучаются проблемы развития сельских жилищ и поселений древнего и средневекового Хорезма, история хорезмской земледельческой общины и семьи, делается попытка на основе археологических источников реконструировать структуру хорезмской семьи.
Монография «Формирование раннесредневекового общества в низовьях Амударьи» (2013) является обобщением большинства предыдущих работ Е. Е. Неразик.

## Основные работы
- Хорезм в IV—VIII вв. н. э. // Очерки истории СССР. Т. 2. М., 1958.
- Археологическое обследование городища Куня-Уаз в 1952 г. // ТХАЭЭ. 1958.
- Керамика Хорезма афрагидского периода // ТХАЭЭ. 1959. Т. 4. С. 221—260.
- Предки таджикского народа в IV—V вв. // История таджикского народа. Т. 1. М.,1963. С. 401—430.
- Сельские поселения афригидского Хорезма: (По материалам Беркут-калинского оазиса). М.: Наука, 1966. 155 с.
- О некоторых направлениях этнических связей населения Южного и Юго-Восточного Приаралья в IV—VIII вв. // История, археология и этнография Средней Азии. М.: 1968. С. 197—207.
- Сельское жилище в Хорезме (I—XIV вв.): Из истории жилища и семьи: Археол.-этногр. очерки. М.: Наука, 1976. 254 с.
- К проблеме развития городов Хорезма // Культура и искусство древнего Хорезма. М.: Наука, 1981. С. 219—227.
- Жилище народов Средней Азии и Казахстана / отв. ред. Е. Е. Неразик, А. Н. Жилина. М.: Наука, 1982. 340 с.
- Топрак-кала. Дворец (ТХАЭЭ. XIV) / отв. ред. Ю. А. Рапопорт, Е. Е. Неразик. М.: Наука, 1984.
- Раннее средневековье в Хорезме // Этнографическое обозрение. 1997. № 1. С. 41—58.
- Приаралье в древности и средневековье / отв. ред. Е. Е. Неразик. М.: Восточная литература, 1998. 301 с.
- Хорезм в IV—VIII вв. н. э. // Археология Средней Азии в раннем средневековье. М., 2000. С. 30—49. (авт. ст.)[1]
- Формирование раннесредневекового общества в низовьях Амударьи. М.: Гриф и К, 2013. 258 с.

## Награды
- Медаль ЮНЕСКО (1990)